# Музика и ти
Музика и ти је песма коју је 1972. на Евросонгу у Единбургу извела југословенска и хрватска певачица Тереза Кесовија. Аутори песме су Никица Калогјера који је написао музику и Ивица Крајач који је писао текст.
Тереза је наступила као 13. у финалној вечери Евросонга која је одржана 25. марта, а након гласања чланова жирија из свих земаља учесница заузела је 9. место са 87 бодова.